# Biennale de Shanghai
La biennale de Shanghai, en Chine, existe depuis 1996. Elle contribue à la dynamique de l'art contemporain chinois.

## Description
La biennale a été créée par la municipalité de Shanghai et le musée des beaux-arts en 1996. Contrairement à la biennale de Venise, elle ne donne pas lieu à une remise de prix. Chaque biennale est structurée autour d'un sujet différent, et la sélection des œuvres -de préférence créées pour cette biennale- et des artistes est faite par les commissaires de l'exposition par rapport à ce sujet. Ceux-ci choisissent à la fois des artistes étrangers, dont la proportion est souvent du tiers des artistes retenus, et des artistes chinois, déjà reconnus internationalement ou non.
Environ 300 œuvres sont présentées, le lieu principal de l'exposition étant le plus souvent le musée des beaux-arts de Shanghai.

## Liste des biennales

### 1996:Open Space
1er biennale, du 18 mars au 7 avril 1996. Pour son ouverture, le thème était l'évolution de l'art chinois depuis l'ouverture déclenchée par Deng Xiaoping au milieu des années 1980.

### 1998:Inheritance and Exploration
2e biennale, du 20 au 6 novembre 1998. Dans la continuité du thème de la biennale précédente, le sujet et la sélection portaient essentiellement sur les œuvres à l'encre de Chine, montrant ainsi les évolutions récentes de cette technique de l'art classique chinois.

### 2000:Spirit of Shanghai
3e biennale, du 6 septembre 2000 au 6 janvier 2001. La sélection voulait montrer toute la variété de l'art contemporain des années 1990. Elle a aussi donné lieu à la contre-exposition Fuck off, organisée par Feng Boyi et Ai Weiwei.
Commissaires :
- Hou Hanru, professeur au San Francisco Art Institute (Chine, France, États-Unis)
- Li Xu (Chine)
- Toshio Shimizu, commissaire d'exposition indépendant (Japon)
- Zhang Qing (Chine)

Artistes et œuvres notables :
- Bernard Frize
- Anish Kapoor
- Fang Lijun
- Liu Xiaodong

### 2002:Urban Creation
4e biennale, du 22 novembre 2002 au 20 janvier 2003. Le thème était l'évolution de la ville de Shanghai et l'implication de ces transformations.
Commissaires :
- Xu Jiang, président de l'Académie des arts de Chine (Chine)
- Fan Di'an, vice-président et professeur à l'Académie des arts de Chine (Chine)
- Alanna Heiss, fondatrice et directrice du P.S. 1 Contemporary Art Center, vice-directrice du MoMA (États-Unis)
- Wu Jiang, vice-président et professeur à l'université Tongji (Chine)
- Klaus Biesenbach, fondateur et directeur du KW Institute for Contemporary Art à Berlin (Allemagne)
- Yuko Hasegawa, conservateur du musée d'art contemporain du XXIe siècle de Kanazawa (Japon)

Artistes et œuvres notables :
- Miao Xiaochun, Self-portraits, photographie
- Pipilotti Rist, Innocent (In) Shanghai, installation

### 2004:Techniques of the visible
5e biennale, du 28 septembre au 28 novembre 2004. Le thème porte sur le rapport entre l'art, la technologie et la science, et comment la technologie place l'artiste dans le moment historique.
Commissaires :
- Xu Jiang, président de l'Académie des arts de Chine (Chine)
- Sebastián López, directeur de la Gate Foundation (Argentine)
- Zheng Shengtian, éditeur du Journal of Contemporary Chinese Art (Chine)
- Zhang Qing, conservateur du musée des beaux-arts de Shanghai (Chine)

Artistes et œuvres notables :
- Qiu Zhijie, Reflections of My Mind, installation
- Zhang Xiaogang, Amnesia and Anamnesis, huile sur toile

### 2006:Hyper Design
6e biennale, du 5 septembre au 5 novembre 2006. Le thème explore le design, en dépassant le produit, pour s'intéresser au mode de vie qu'il sous-entend ou crée.
Commissaires :
- Zhang Qing, directeur adjoint du musée des beaux-arts de Shanghai (Chine)
- Huang Du, commissaire d'exposition indépendant (Chine)
- Shu-Min Lin, professeur assistante à l'Institut de technologie de New York (États-Unis)
- Wonil Rhee, directeur artistique de la biennale de Séoul 2006 (Corée du Sud)
- Gianfranco Maraniello, directeur de la Galleria d'Arte Moderna de Bologne (Italie)
- Jonathan Watkins, directeur de la Ikon Gallery (Royaume-Uni)

Artistes et œuvres notables :
- Shi Jinsong, HALONG-KELLONG NO.1, installation
- Julian Opie, This is Shahnoza, peinture en vinyle
- Zhan Wang, The Buddhist Pharmacy, installation

### 2008:Translocalmotion
7e biennale, du 9 septembre au 16 novembre 2008. L'exposition investigue les rapports entre l'individu et l'espace urbain, les frontières sociales et spatiales entre les populations urbaines et rurales, entre les migrants et les habitants. Ce thème renvoie à celui de l'exposition universelle de 2010 à Shanghai : Ville meilleure, vie meilleure. Elle a eu 300 000 visiteurs.
Commissaires :
- Zhang Qing, directeur adjoint du musée des beaux-arts de Shanghai (Chine)
- Henk Slager, professeur au Higher Institute of Fine Arts, Anvers (Pays-Bas)
- Julian Heynen, directeur artistique au K21 Kunstsammlung Nordrhein-Westfalen, Düsseldorf (Allemagne)
- Xiang Liping, conservateur au musée des beaux-arts de Shanghai (Chine)
- Li Ning, conservateur au musée des beaux-arts de Shanghai (Chine)

Artistes et œuvres notables :
- Zhang Enli, Simple Bed, huile sur toile
- Mike Kelley, Kandor-Con 2000, installation
- Klaus Mettig, Don't Be Left Behind, photographie, acrylique, bois, acier
- Yue Minjun, Colorful Running Dinosaurs, sculptures en acier et cuivre
- Chen Yun, The Moving Spirit of the City, peinture numérique

### 2010:Rehearsal
8e biennale, du 23 octobre 2010 au 28 février 2011.
Commissaires :
- Fan Di'An, directeur du musée d'art national de Chine, (Chine)
- Li Lei (Chine)
- Gao Shiming, professeur à l'Académie des arts de Chine (Chine)